# La Guerre dans le Haut-Pays
La Guerre dans le Haut-Pays est un roman de Charles-Ferdinand Ramuz publié en 1915.

## Historique
La Guerre dans le Haut-Pays est un roman de Charles-Ferdinand Ramuz (1878 † 1947), publié en 1915 par les Éditions des Cahiers vaudois. Dans ce roman historique, Ramuz raconte un épisode de la révolution vaudoise ayant pour cadre principal la vallée des Ormonts dans les Préalpes vaudoises.

## Résumé
En 1797, dans le Haut-Pays, les « idées nouvelles » arrivent jusque dans la paroisse, dérangeant les tenants de la tradition et surtout l'idylle amoureuse entre Félicie, la fille du modéré Jean Bonzon, et David, le fils du réactionnaire Josias-Emmanuel Aviolat. Une foule d'hommes et de garçons met le feu à la maison de Pierre Ansermoz, un ancien soldat d'un régiment français. David lui ayant porté secours, les deux hommes s'enfuient et s'enrôlent dans les troupes du bas, sans grande conviction pour David.

Dans la bataille du col de Croux, le vieux Josias tue son propre fils et Félicie devenue folle, passe le reste de sa vie à chercher son amoureux.

## Éditions en français
- La Guerre dans le Haut-Pays, publié en deux cahiers daté de 1915 par les Éditions des Cahiers vaudois, à Lausanne.
- La Guerre dans le Haut-Pays, volume daté de 1916 chez Payot, à Lausanne.
- La Guerre dans le Haut-Pays, volume daté de 1929, Éditions Mermod, à Lausanne, rééditions en 1944, 1953.
- La Guerre dans le Haut-Pays, volume publié aux Éditions Plaisir de Lire en 1997.
- La Guerre dans le Haut-Pays, publié en ligne par la bibliothèque numérique romande, avril 2018.

## Adaptation
- 1999 : La Guerre dans le Haut Pays ou L'Amour en guerre, une comédie dramatique de Francis Reusser avec  Marion Cotillard, François Marthouret, Yann Trégouët